# Bildungsjournalismus
Als Bildungsjournalismus wird die Berichterstattung über gesellschaftlich relevante Bildungsthemen bezeichnet, die seit dem Aufkommen internationaler Vergleichsstudien wie PISA oder TIMSS sowie im Zuge der daraus abgeleiteten Reformanstöße für das Bildungswesen vermehrt der medialen Aufbereitung unterzogen werden. Bildungsjournalismus meint also Journalismus über den Berichterstattungsgegenstand Bildung, vergleichbar dem Wirtschaftsjournalismus, der das Wirtschaftsgeschehen zum Gegenstand hat.
Aus systemtheoretischer Perspektive und in Anlehnung an die Journalismusdefinition ist die spezifische Funktion des Bildungsjournalismus die Her- und Bereitstellung von relevanten Bildungsthemen zur öffentlichen Kommunikation. Bildungsjournalismus bedeutet daher primär die Arbeit mit und die Verarbeitung von Informationen, also von Daten und Fakten zu relevanten Ereignissen aus der Frühpädagogik, Schule, Schulorganisation, Erwachsenenbildung, Hochschule, Bildungsforschung, Bildungspolitik etc. Die Aufgabe des Bildungsjournalismus ist die Komplexitätsreduktion, Vereinfachung sowie das Erklären komplexer Zusammenhänge von nationalen und internationalen Bildungsereignissen (wie zum Beispiel PISA, TIMSS, PIRLS, IGLU-Studie, Starting Strong, TALIS, DESI-Studie, LAU-Studie usw.), also von Daten und Fakten durch referierende, interpretierende und kommentierende journalistische Darstellungsformen, die vor allem der (gesellschaftlichen) Kommunikationserleichterung dienen.
Bildung ist ein wesentliches Funktionssystem einer modernen, ausdifferenzierten Gesellschaft und als solches für die Tradierung von Wissen und Werten zuständig. Damit der Bildungsjournalismus als Dienst-, Orientierungs- und Integrationsleistung die Funktion eines Überwachungs-, Prüf- und Kontrollorgans erfüllen und zur Stabilisierung der Gesellschaft (Wissensgesellschaft) beitragen kann, muss dieser Journalismustypus sich vor allem vom Aspekt der Tagesaktualität loslösen. Bildungsrelevante Themen sind selten tagesaktuelle Ereignisse, sondern beinhalten vielmehr Fakten und Daten, die mittel- und längerfristig für die Gesamtgesellschaft und ihre Subsysteme bedeutend, relevant und immer latent aktuell sind. Dabei stehen die Faktizität und oftmals auch der Neuigkeitswert im Vordergrund, nicht jedoch die Tagesaktualität eines Phänomens. Dazu benötigt der Bildungsjournalismus vor allem themengebundene Expert(inn)en, um relevante Informationen bzw. Bildungsthemen einer breiten Öffentlichkeit näherzubringen und vorhandene Daten und Fakten richtig zu interpretieren, einzuschätzen und gegebenenfalls zu kommentieren.